# Mangue
Mangue, pleme porodice Manguean (Chorotegan) naseljen nekada na pacifičkoj obali Nikaragve između jezera Managua i Tihog oceana.  Pleme se podijelilo na dvije grupe Diriá (planinske) između jezera Nicaragua i Pacifika i Nagrandan (ili nizinske). Mangue se klasificiraju porodici Chorotegan ili Manguean, odnosno velikoj porodici Oto-Manguean. Njima su srodni Chiapaneca iz Chiapasa; Chortotega iz sjeverozapadne Kostarike; Choluteca sa zaljeva Fonseca u Hondurasu; i Orotiña plemena Nicoya s istoimenog poluotoka i Orosi, južno od jezera Nicaragua.